# 阮氏玉萬
阮氏玉萬（越南语：／），今俗稱“阮福玉萬”，是廣南國君主阮福源次女，又稱公女玉萬（越南语：／），1620年嫁給了柬埔寨（真臘）國王吉·哲塔二世為王后。柬王以允許越南人於1623年起在波雷諾哥地區（柴棍）建立城鎮，作為對阮氏玉萬的聘禮。在柬埔寨遭受暹羅人的入侵而不堪重負之後，越南人不斷遷入這塊領地定居，使這塊領地越來越越南化，並於1698年正式成為越南領土。此举是自1471年黎聖宗滅占城以後，越南邊境再度向南擴張的开幕。
其妹阮氏玉誇亦有和親，嫁給占婆王波羅美（Po Ro Me）。

## 在南進中的角色
阮氏玉萬嫁給吉·哲塔二世後，就向柬埔寨的夫王讨得了波雷諾哥这片沿海土地，准许越族难民进入波雷諾哥，躲避鄭阮紛爭，同时增建房屋供难民居住，此系越南人在此大批定居之始。但衰弱的柬埔寨王国无法抵挡逐渐增多的难民潮，渐渐地，波雷諾哥变成越南人的土地，此地亦开始被称为柴棍（中文音譯西貢，今胡志明市）。

## 紀念
後來，阮氏玉萬成為順化一帶村社供奉的神祇，被追封為宋山郡主（越南语：／）。
啟定二年（1917年），宋山郡主阮氏玉萬被封為貞婉翊保中興尊神。
同奈省永久縣新平社國恩金剛祖庭有阮氏玉萬墓塔，該塔於第一次印度支那戰爭期間被毀，於2010年修復後，原漢字銘文遺失，根據當地口頭傳說阮氏玉萬葬於此處。
香水市社野犁上社和野犁正社有阮氏玉萬的墳墓和寺廟。